# نیروی زمینی عربستان سعودی
نیروی زمینی عربستان سعودی (به عربی: القُوَّاتُ البَرِّيَّةُ المَلَكِيَّة السُّـعُودِيَّة) که نیروی زمینی پادشاهی سعودی نیز نامیده می‌شود، بخشی از نیروهای مسلح عربستان سعودی است. تعداد نیروی‌های این واحد نظامی ۲۳۳۵۰۰ نفر اعلام شده‌است. فرماندهی نیروی زمینی عربستان سعودی را هم‌اینک فیلد مارشال صالح المحیاء بر عهده دارد.
در رده‌بندی قوی‌ترین ارتش‌های گلوبال فایرپاور 2024، نیروهای مسلح عربستان رتبه پنجم خاورمیانه را به خود اختصاص داد.

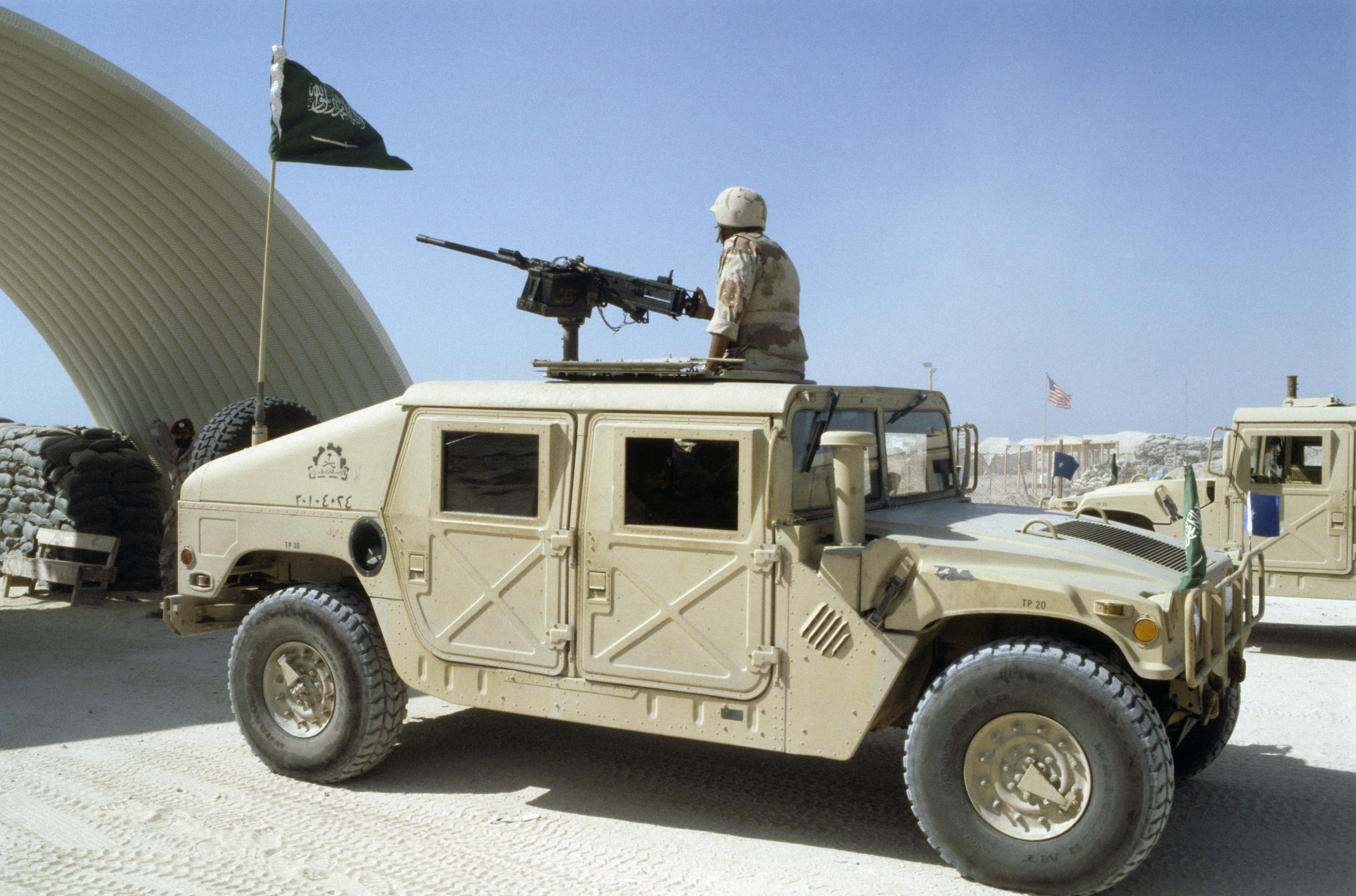
هاموی ارتش عربستان مسلح به تیربار سنگین ام۲ برونینگ

## تاریخچه
در سال ۱۹۲۳ میلادی همزمان با تأسیس دولت واحد عربستان سعودی، نیروی نظامی این کشور از جمله نیروی زمینی عربستان سعودی نیز تشکیل شد. پس از اکتشاف نفت و ملاقات ملک عبدالعزیز و فرانکلین روزولت رئیس‌جمهور وقت آمریکا، ایالات متحده هم پیمان اصلی عربستان گردید. نزاع عرب‌ها و اسرائیل در سال ۱۹۴۸ میلادی، سقوط محمدرضا پهلوی شاه ایران و هراس از گسترش تشیع از دیگر عوامل مؤثر بر گسترش ارتش عربستان سعودی بود.